# نقطه کور سوگیری
نقطهٔ کور سوگیری اصطلاحی است که برای اشاره به این پدیده که اکثر افراد باور دارند که دیگران دارای سوگیری‌ها و خطاهای بیشتری نسبت به خودشان هستند به کار می‌رود. این پدیده مانند یک نقطهٔ کور در شناخت سوگیری‌ها است.
موارد زیر مثال‌هایی از مشکلاتی هستند که نقطهٔ کور سوگیری در ایجاد آن‌ها نقش دارد:
- افراد نقاط ضعف خود را نمی‌شناسند و به همین دلیل برای کارهایی نامزد می‌شوند که توانایی انجامش را ندارند و در نتیجه مایهٔ مأیوس‌شدن دیگران خواهند شد.[۲]
- افراد سهم خودشان در نتایج کارهای ناموفق را درک نمی‌کنند و در صورت سرزنش‌شدن احساس مظلوم‌واقع‌شدن می‌کنند.[۳]
- افراد سوگیری‌هایی در زمینه‌های جنسی یا نژادی از خود نشان می‌دهند که حاضر به پذیرفتنشان نیستند. این موضوع سبب می‌شود در پی اصلاح موضوع برنیایند. در مقابل دیگران ممکن است این سوگیری‌ها را به صورت مبالغه‌آمیز بیان کنند که باعث ناراحتی یا عصبانیت هر دو طرف خواهد شد.[۴]
- افراد، قربانیان شرایط محیطی را مسئول گرفتاری‌هایشان می‌دانند و توضیحات قربانیان را به عنوان بهانه و دستاویز می‌نگرند. این موضوع باعث می‌شود قربانیان برای پرهیز از این واکنش‌ها، درخواست کمک نکنند.[۵]
- و …